# حصه الرفاعی
حِصّه السیّد زید الرِّفاعی (۱۹۴۷) فولکلوریست، نویسنده، شاعر و استاد دانشگاه کویتی است. مدرک کارشناسی خود را در زبان عربی از دانشگاه قاهره دریافت کرد و سپس کارشناسی ارشد خود را در سال ۱۹۷۱ و دکترا را در سال ۱۹۸۲ از دانشگاه ایندیانا گرفت. او به عنوان مدرس فولکلور در گروه زبان عربی در دانشگاه کویت کار می‌کند. او مشارکت‌های زیادی در کنفرانس‌های عربی و بین‌المللی دارد و اشعار خود را در شماری از روزنامه‌های محلی و عربی منتشر کرد. آثار بسیاری در زمینهٔ فولکلور کویتی چاپ کرده است. اولین مجموعه شعری خود در سال ۱۹۹۵، پس از عملیات آزادسازی کویت با عنوان «آه ای وطن» چاپ کرد. در سال ۲۰۱۰، جایزهٔ تشویقی دولتی در حوزهٔ ادبیات (جایزه مطالعات زبانی، ادبی و انتقادی) به او رسید.

## زندگی و پیشه
حِصّه الرِّفاعی در سال ۱۹۴۷ در شهر کویت به دنیا آمد. پدرش، سید زید الرفاعی، از روشنفکران پیشگام کویت و از بنیانگذاران کتابخانه ملی در کویت در سال ۱۹۲۴ بود. پس از فارغ‌التحصیلی از دبیرستان، به مصر رفت. مدرک کارشناسی خود را در زبان عربی از دانشگاه قاهره دریافت کرد و سپس کارشناسی ارشد خود را در سال ۱۹۷۱ گرفت و عنوان پایان‌نامهٔ او «ترانه‌های دریا» بود که در سال ۱۹۸۵ منتشر شد.این کتاب مرجع مهمی برای پژوهشگران میراث، به ویژه میراث ترانه‌هایی دریایی به‌شمار می‌رود. او تحصیلات تکمیلی خود را در ایالات متحده آمریکا ادامه داد و دکترای خود را از دانشگاه ایندیانا، گروه فولکلور در سال ۱۹۸۲ دریافت کرد و موضوع پایان‌نامهٔ او «نهمه و نهام» بود؛ نهام، خوانندهٔ کَشتی است.
وقتی به وطن بازگشت، در دانشگاه کویت به عنوان استاد در گروه زبان عربی، دانشکدهٔ ادبیات، متخصص در مطالعات فولکلور، ادبی و میراث کار کرد. حصه الرفاعی در رشتهٔ خود که میراث عامیانه و فولکلور است، مطالعات و تحقیقات تخصصی زیادی ارائه کرده و در کنفرانس‌ها و سمینارهایی در داخل و خارج از کویت شرکت کرده است. او به عنوان شاعر، مجموعه شعری پس از عملیات آزادسازی کویت با عنوان «آه ای وطن» چاپ کرد که سرشار از روحیهٔ ملی است. او همچنین در کمیتهٔ کویت آزاد در ایالات متحده آمریکا نیز شرکت کرد. به زبان های انگلیسی و فرانسه مسلط است. حصه الرفاعی در سال ۲۰۱۰، جایزه تشویقی دولتی را در رشتهٔ مطالعات زبانی، ادبی و انتقادی دریافت کرد.او همچنین به‌طور فعال در زمینهٔ رسانه از جمله تلویزیون، رادیو و روزنامه‌ها مشارکت دارد. از طریق این رسانه‌های جمعی، مفهوم میراث عامه و فولکلور را تحت تأثیر قرار داد و تصویری نوین از جامعهٔ کویت در گذشته نشان داد. محمد التونجی دربارهٔ او گفته است: «حصه شاعری است که جامعه خود را نقد می‌کند و مردان میهن را می‌ستاید. شعرهایش قافیه‌دار و نَفسش بلند است. با این حال، کمی اشکالات کلامی دارد.»

## آثار
از جمله مجموعه شعری وی:
- أواه يا وطني: دار قرطاس للنشر، ۱۹۹۵.
- رسالة فوق السحاب: کویت، ۲۰۰۰.

آثار او در رشتهٔ فولکلور عبارت‌اند از:
- مواد الأدب الشعبي: جمعها وتصنيفها
- أثر التطور الاجتماعي في استمرارية الحرف الشعبية
- الخصائص الفنية للأغنية البحرية الكويتية
- شعائر العبور في عادات وتقاليد الزواج التقليدي في الكويت
- مظاهر الحفاظ على الثقافة المادية في الكويت
- الفلكلور والعلوم الانسانية
- دور المتاحف الشعبية في حركة الحفاظ على المأثور الشعبي
- المظهر الإنساني للصناعات الشعبية
- الطب الشعبي: مفهومه وخصائصه
- الفولكلور والعلوم الإنسانية والاجتماعية
- الأغنية البحرية الكويتية: أصولها الموسيقية وخصائصها اللحنية: ۱۹۸۴.
- أغاني البحر في الكويت والخليج: دراسة فلكلورية: ذات السلاسل، ۱۹۸۵.
- الفلكلور وقضية المصطلح: ۱۹۹۷.
- دراسات الفولكلور في مصر: ببليوجرافيا مشروحة: دانشگاه کویت، ۲۰۰۱.
- المأثورات الشعبية النظرية والتأويل: دار المدی للثقافة والنشر، دمشق، ۲۰۰۵.
- زيد الحرب والعزف على أوتار الأمة: شورای ملی فرهنگ، هنر و ادبیات، کویت، ۲۰۰۵.
- أمي سميكة-سندريلا: دراسة مقارنة في الحكاية الخرافية: دانشگاه کویت، ۲۰۰۹.
- ترانيم في حب الوطن: ۲۰۲۰.